# Ворог трону
Ворог трону (яп. 朝敵, ちょうてき, тьотекі) — термін, який використовувався в Японії 8 — 20 століття для позначення політичних противників Імператора Японії, японської держави або всеяпонського уряду. 
В історії Японії відомими «ворогами трону» проголошувалися Тайра но Масакадо, Фудзівара но Сумітомо, Мінамото но Йосіцуне, Асікаґа Такаудзі, Токуґава Йосінобу та інші. 
Окрім осіб до «ворогів трону» могли належати й певні політичні сили: наприклад, Тьосю-хан після інциденту біля воріт Хамаґурі 1864 року або Айдзу-хан під час громадянської війни 1868—1869 років.